# Chamadja
Chamadja (hebr. חמדיה; ang. Hamadia) – kibuc położony w Samorządzie Regionu Emek ha-Majanot, w Dystrykcie Północnym, w Izraelu. Członek Ruchu Kibuców (Ha-Tenu’a ha-Kibbucit).

## Położenie
Kibuc Chamadja jest położony na wysokości od 160 do 186 metrów p.p.m. w północnej części intensywnie użytkowanej rolniczo Doliny Bet Sze’an. Cały ten obszar jest położony w depresji Doliny Jordanu, na północy Izraela. Okoliczny teren posiada bardzo urozmaiconą rzeźbę. Po stronie zachodniej wznosi się w kierunku północno-zachodnim do wzniesienia Ramat Cva’im (111 m n.p.m.). Ze zboczy tej góry spływa strumień Nachal Chamadja, którego wadi znajduje się na północ od kibucu. Po drugiej stronie wadi teren wznosi się w kierunku północno-wschodnim do płaskowyżu Ramot Jissachar, który osiąga w tym rejonie wysokość 175 metrów n.p.m. Po stronie południowej kibucu przebiega wadi rzeki Charod, która na wschodzie łączy się ze strumieniem Nachal Chamadja i następnie wpada do rzeki Jordan. Woda obu rzek jest wykorzystywana do zasilania okolicznych stawów hodowlanych i celów rolniczych. Cały teren położony na wschód od kibucu, opada do depresji Jordanu, która w tym rejonie jest na wysokości 240 metrów p.p.m. W otoczeniu kibucu Chamadja znajduje się miasto Bet Sze’an, kibuce Newe Etan, Ma’oz Chajjim i Sede Nachum, oraz moszaw Bet Josef. Na zachód i południe od kibucu są położone dwie strefy przemysłowe Bet Sze’an. W odległości niecałych 2 km na wschód od kibucu, wzdłuż rzeki Jordan przebiega granica jordańsko-izraelska. Po stronie jordańskiej znajduje się miasto Wakkas, oraz wioski Al-Kulajat, Kalla’at, Al-Harawijja i Al-Dżasura.
Chamadja jest położony w Samorządzie Regionu Emek ha-Majanot, w Poddystrykcie Jezreel, w Dystrykcie Północnym Izraela.

## Historia
Pierwotnie w okolicy tej znajdowały się dwie arabskie wioski al-Hamidija i Arab al-Bawati. W wyniku I wojny światowej w 1918 roku cała Palestyna przeszła pod panowanie Brytyjczyków, którzy w 1921 roku utworzyli Brytyjski Mandat Palestyny. Otworzyło to drogę dla osadnictwa żydowskiego w Palestynie. Organizacje syjonistyczne od początku 30. lat XX wieku interesowały się Doliną Bet Sze’an i wykupywały grunty rolne od arabskich właścicieli, jednak pierwsza żydowska osada powstała tutaj dopiero w 1936 roku - był to położony w zachodniej części doliny kibuc Nir Dawid. W 1937 roku na północy doliny powstały kibuc Sede Nachum i moszaw Bet Josef, oraz położone bliżej rzeki Jordan dwa kibuce Ma’oz Chajjim i bardziej na południu Tirat Cewi. W kolejnym 1938 roku pomiędzy kibucem Ma’oz Chajjim a arabskim miastem Beisan powstał kibuc Newe Etan, na zachód od tego miasta kibuc Mesillot, a przy samej rzece Jordan kibuc Kefar Ruppin. W 1939 roku planowano dalszą ekspansję w dolinie, i dlatego w jej północnej części założono kibuc Chamadja. Ponieważ nadal trwało arabskie powstanie w Palestynie, nowy kibuc powstał jako typowa na owe czasy żydowska obronna osada rolnicza, która posiadała palisadę i wieżę obserwacyjną. Nazwę zaczerpnięto od sąsiedniej wioski arabskiej al-Hamidija. Warunki życia pierwszych pionierów były bardzo ciężkie, a brak wody spowodował, że kibuc został szybko porzucony przez swoich mieszkańców. Opuszczone budynki Arabowie najpierw splądrowali, a następnie spalili.
Na początku II wojny światowej Brytyjczycy wzmocnili współpracę z żydowskimi organizacjami w Palestynie, co umożliwiło w 1942 roku odbudowę kibucu Chamadja. Tym razem wybrano bardziej dogodną lokalizację, blisko drogi i źródeł wody. Znajdował się on teraz bardziej na południe i bliżej arabskiej wioski Arab al-Bawati. Kibuc powstał jako rolnicza osada obronna z palisadą i wieżą obserwacyjną. Grupa założycielska kibucu składała się z żydowskich imigrantów z Czechosłowacji, Austrii i Niemiec. Na północ i zachód od kibucu przebiegała linia kolejowa Doliny. Była to odnoga linii Kolei Hidżaskiej, która łączyła Damaszek z Medyną. Najbliższą stacją była stacja kolejowa w Bet Sze’an. Funkcjonowanie linii kolejowej ożywiało całą tutejszą gospodarkę, ułatwiając przewóz towarów do portowego miasta Hajfa. W poszukiwaniu skutecznego rozwiązania narastającego konfliktu izraelsko-arabskiego w dniu 29 listopada 1947 roku została przyjęta Rezolucja Zgromadzenia Ogólnego ONZ nr 181. Zakładała ona między innymi, że kibuc Chamadja miał znaleźć się w granicach nowo utworzonego państwa żydowskiego. Arabowie odrzucili tę rezolucję i dzień później doprowadzili do wybuchu wojny domowej w Mandacie Palestyny. Już w pierwszych dniach wojny całkowicie została sparaliżowana żydowska komunikacja w okolicy, co zmusiło organizację żydowskiej samoobrony Haganę do przeprowadzenia licznych operacji w Galilei. W trakcie tych działań, w dniu 12 maja 1948 roku zdobyta i wysiedlona została arabska wieś al-Hamidija. Natomiast na samym początku I wojny izraelsko-arabskiej, w dniu 16 maja 1948 roku podobny los spotkał wieś Arab al-Bawati. Po wojnie kibuc Chamadja przejął ziemie zniszczonych wiosek.
W 1958 roku w sąsiedztwie kibucu wykryto pozostałości starożytnej osady z epoki neolitu i wczesnego chalkolitu. Osada znajdowała się na brzegu dawnego jeziora Beisan, a jej pozostałości odkryto na sąsiednich wzgórzach Tel Kuneizir, Tel Hasida i Tel Huga. Wykopaliska archeologiczne odkryły ceramikę, liczne siekiery, kilofy i inne narzędzia wykonane z krzemienia. Wyniki badań nie zostały jeszcze opublikowane . Podczas wojny na wyczerpanie (1967–1970) kibuc był wielokrotnie ostrzeliwany przez jordańską artylerię. W latach 90. XX wieku kibuc przeszedł przez proces prywatyzacji, zachowując kolektywną organizację instytucji kultury, edukacji i ochrony zdrowia. Istnieją plany jego rozbudowy o kolejnych 86 domów, które zostaną przeznaczone na sprzedaż lub wynajem.

## Demografia
Większość mieszkańców kibucu jest Żydami, jednak nie wszyscy identyfikują się z judaizmem. Tutejsza populacja jest świecka:

## Gospodarka i infrastruktura
Gospodarka kibucu opiera się na intensywnym rolnictwie, sadownictwie (gaj oliwny i plantacja palm), hodowli bydła, farmie drobiu i stawach hodowlanych. Z przemysłu znajduje się tutaj fabryka Hamadia-Doors produkująca drzwi. Zakład Amber produkuje wzmocnione elementy poliestrowe. W kibucu jest przychodnia zdrowia, pralnia, zakład kosmetyczny, sklep wielobranżowy i warsztat mechaniczny.

## Transport
Z kibucu wyjeżdża się na południowy wschód na drogę nr 90, którą jadąc na południe dojeżdża się do skrzyżowania z drogą nr 71 i dalej do miasta Bet Sze’an, lub jadąc na północny wschód dojeżdża się do moszawu Bet Josef.

## Edukacja i kultura
Kibuc utrzymuje przedszkole i szkołę podstawową Dkalim. Starsze dzieci są dowożone do szkoły średniej do kibucu Newe Etan. W kibucu znajduje się ośrodek kultury z biblioteką, sala sportowa z siłownią, basen kąpielowy i boisko do piłki nożnej. Kibuc posiada własną synagogę.

## Turystyka
W pobliżu kibucu odnaleziono wiele kamieni milowych, które w czasach rzymskich i we wczesnym okresie bizantyjskim odmierzały odległość pomiędzy Scytopolis a Tyberiadą. Na południe od kibucu znajduje się bazaltowy kanion, którym rzeka Charod serią wodospadów spływa do depresji Jordanu. Wybudowano tutaj most widokowy, z którego można podziwiać cały kanion. Po obu stronach mostu urządzono tereny rekreacyjne ze stołami piknikowymi, zacienionymi miejscami i źródłami wody. Istnieje także możliwość zejścia na dół kanionu, gdzie można kąpać się w niewielkich naturalnych basenach. Na wschód od kibucu jest położony park wodny Tel Huga. Przy parku rozrywki znajduje się pole namiotowe.

## Wojsko
Na zachód od kibucu znajduje się baza wojskowa Sił Obronnych Izraela, w której prawdopodobnie mieszczą się wyrzutnie rakiet Chetz-2.

## Osoby związane z Chamadją
- Gal Newo – izraelski pływak urodzony w kibucu.